# Ioan Zăizan
Ioan Zăizan (n. 21 iulie 1983) este un fost alergător român de semi-fond.

## Carieră
El este multiplu campion național și balcanic la 800 m și 1500. Atletul deține recordurile naționale în probele de milă și 1500 m în sală.
La Universiada din 2003 sportivul a ocupat locul 4 la 800 m și la Universiada din 2007 a ajuns pe locul 6. A concurat la Campionatul European din 2012 la 800 m și la Campionatul European în sală din 2013 și la Campionatul Mondial în sală din 2014 în proba de 1500 m.
Ioan Zăizan s-a căsătorit cu sprintera Alina Panainte.

## Realizări
| An   | Competiție                               | Locație                       | Loc | Eveniment | Note    |
| ---- | ---------------------------------------- | ----------------------------- | --- | --------- | ------- |
| 2003 | Jocurile Balcanice în sală               | Atena, Grecia                 | 1   | 800 m     | 1:50,95 |
| 2003 | Campionatul European de Tineret (sub 23) | Bydgoszcz, Polonia            | 13  | 800 m     | 1:50,05 |
| 2003 | Campionatul European de Tineret (sub 23) | Bydgoszcz, Polonia            | –   | 1500 m    | NT      |
| 2003 | Universiada                              | Daegu, Coreea de Sud          | 4   | 800 m     | 1:48.85 |
| 2004 | Jocurile Balcanice în sală               | Peania, Grecia                | 1   | 1500 m    | 3:49,83 |
| 2005 | Jocurile Balcanice în sală               | Peania, Grecia                | 1   | 800 m     | 1:51,03 |
| 2005 | Jocurile Francofoniei                    | Niamey, Niger                 | 5   | 1500 m    | 3:49,40 |
| 2006 | Jocurile Balcanice în sală               | Peania, Grecia                | 1   | 800 m     | 1:50,01 |
| 2006 | Jocurile Balcanice                       | Zenica, Bosnia și Herțegovina | 1   | 800 m     | 1:52,70 |
| 2007 | Universiada                              | Bangkok, Thailanda            | 6   | 800 m     | 1:46,99 |
| 2008 | Jocurile Balcanice în sală               | Atena, Grecia                 | 1   | 800 m     | 1:50,33 |
| 2008 | Jocurile Balcanice                       | Argos Orestiko, Grecia        | 2   | 800 m     | 1:48,36 |
| 2009 | Jocurile Balcanice în sală               | Atena, Grecia                 | 1   | 1500 m    | 3:50,16 |
| 2012 | Jocurile Balcanice în sală               | Istanbul, Turcia              | 2   | 800 m     | 1:51,43 |
| 2012 | Jocurile Balcanice în sală               | Istanbul, Turcia              | 2   | 4×400 m   | 3:18,37 |
| 2012 | Campionatul European                     | Helsinki, Finlanda            | 21  | 800 m     | 1:49,91 |
| 2013 | Jocurile Balcanice în sală               | Istanbul, Turcia              | 3   | 1500 m    | 3:46,10 |
| 2013 | Campionatul European în sală             | Göteborg, Suedia              | 13  | 1500 m    | 3:45,46 |
| 2014 | Jocurile Balcanice în sală               | Istanbul, Turcia              | 3   | 1500 m    | 3:43,84 |
| 2014 | Campionatul Mondial în sală              | Sopot, Polonia                | –   | 1500 m    | DS      |
| 2015 | Jocurile Balcanice                       | Pitești, România              | 2   | 1500 m    | 3:48,92 |
| 2016 | Jocurile Balcanice                       | Pitești, România              | 1   | 1500 m    | 3:42,74 |

## Recorduri personale
| Probă          | Performanță | Dată              | Locație        |
| -------------- | ----------- | ----------------- | -------------- |
| 800 m          | 1:46,56     | 6 iulie 2012      | Bottrop        |
| 1500 m         | 3:39,33     | 13 iulie 2013     | Heusden-Zolder |
| Milă           | 3:57,73 RN  | 17 iulie 2013     | Dublin         |
| 800 m în sală  | 1:49,23     | 13 februarie 2010 | Budapesta      |
| 1500 m în sală | 3:40,30 RN  | 28 ianuarie 2014  | Viena          |